# Opłakiwanie Chrystusa (obraz z warsztatu Lucasa Cranacha starszego)
Opłakiwanie Chrystusa – obraz z warsztatu niemieckiego malarza Lucasa Cranacha starszego z kolekcji dawnego Śląskiego Muzeum Sztuk Pięknych w przedwojennym Wrocławiu, później znajdujący się w zbiorach Nationalmuseum w Sztokholmie. W styczniu 2022 roku odzyskany przez Ministerstwo Kultury i Dziedzictwa Narodowego i umieszczony w Muzeum Narodowym we Wrocławiu.

## Opis obrazu
Obraz olejny na desce lipowej o wymiarach 156 × 131,5 cm. Przedstawiono na nim ciało Jezusa Chrystusa, spoczywające na białym płótnie, podtrzymywane przez inne postaci, które należą do rodziny zamawiającego.
Opłakiwanie Chrystusa było jednym z najcenniejszych obrazów ze Śląskiego Muzeum Sztuk Pięknych. Praca z warsztatu Lucasa Cranacha starszego miała stanowić pamiątkę po saskim kupcu Konradzie von Günterode (1476–1535) i jego żonie Annie z domu Alnpeck (1494–1541), których herby znajdują się w dolnych rogach płótna. Dzieło powstało w drugiej połowie lat 30. XVI wieku (ok. 1538) i może być obrazem epitafijnym, być może ufundowanym przez wdowę mężowi albo przez dzieci rodzicom.
Obraz wyróżnia dobór przedstawionych postaci. W najbliższym otoczeniu zmarłego Chrystusa nie przedstawiono świętych, a osoby świeckie, które należały do rodziny znanej z imienia i nazwiska.

## Proweniencja
Nie jest jasne, kiedy i w jaki sposób luterański w swojej treści obraz trafił do katolickiej Kaplicy Książęcej kościoła pw. Wniebowzięcia Najświętszej Panny Marii, należącego do kompleksu klasztornego z Lubiąża. Dzieło włączono w 1880 roku do zbiorów wrocławskiego Śląskiego Muzeum Sztuk Pięknych po sekularyzacji zakonu cystersów z klasztoru w Lubiążu.
W okresie II wojny światowej obraz został wywieziony do składnicy w Kamieńcu Ząbkowickim z polecenia Günthera Grundmanna, konserwatora zabytków prowincji dolnośląskiej, który od 1942 prowadził akcję zabezpieczania cennych dzieł sztuki przed zniszczeniami wojennymi. Zapiski Grundmanna zostały odszyfrowane przez polskich muzealników już jesienią 1945 roku, jednak część składnic opróżnili Sowieci, a inne złodzieje. Nie wiadomo w jaki sposób obraz trafił w ręce Siegfrieda Häggberga, ale jego spadkobiercy twierdzili, że otrzymał go na przechowanie od nieznanej im osoby, jednak nikt się po niego nigdy nie zgłosił.
Obraz został w 1970 roku kupiony do zbiorów Muzeum Narodowego w Sztokholmie od spadkobierców Häggberga na aukcji za 4000 koron szwedzkich. Tam prof. Piotr Oszczanowski zidentyfikował go jako wojenną stratę wrocławskiego muzeum. Obraz oczekiwał na decyzję szwedzkiego Ministerstwa Kultury o zwrocie do Polski. W styczniu 2022 odzyskany dla Polski przez MKiDN.